# Garford-Poetilov

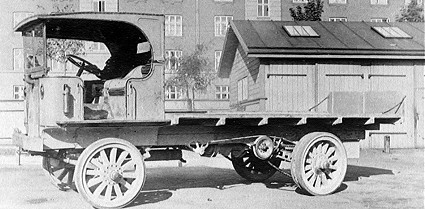
De Garford vrachtwagen waarvan het chassis als basis diende

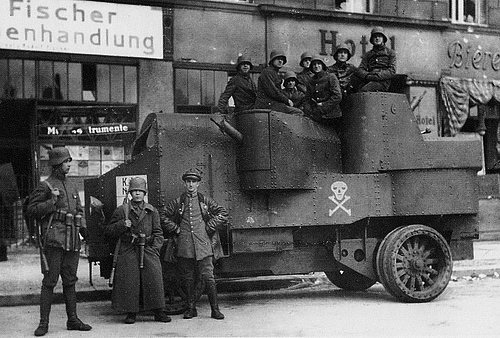
Garford-Poetolov in handen van het Duitse Vrijkorps

De Garford-Poetilov-pantserwagen is een gevechtsvoertuig die in het Keizerrijk Rusland is geproduceerd tijdens de Eerste Wereldoorlog. Ze zijn gebouwd op geïmporteerde vrachtwagens van het Amerikaanse Garford Motor Truck Company. De opbouw werd gemaakt in de Poetilov-fabrieken gevestigd in Sint-Petersburg. In totaal zijn er 48 stuks van gemaakt.

## Ontwikkeling
In 1914 begon Rusland met de ontwikkeling van dit pantservoertuig. Uit de Verenigde Staten had men vrachtwagens van Garford geïmporteerd. Deze vrachtwagen had een eigen gewicht van bijna 4 ton en een laadvermogen van 5 ton. Alleen de achterwielen werden door middel van een zware ketting aangedreven.
In maart 1915 kreeg de Poetilov-fabrieken opdracht 30 exemplaren te maken voor het leger. Eind september 1915 waren ze allemaal gereed en afgeleverd. De marine gaf een vervolgopdracht voor nog eens 18 stuks. Deze voertuigen moesten de landzijde van belangrijke marinehavens beschermen. Door een gebrek aan chassis duurde het tot eind 1916 voordat het laatste voertuig werd geleverd. 

## Beschrijving
De Garford-Poetilov had een maximaal gewicht van ongeveer 9 ton. De watergekoelde benzinemotor had een bescheiden vermogen van 30 pk en de topsnelheid lag rond de 18 km/h. In het terrein kwam het voertuig nauwelijks vooruit en was aangewezen op de wegen. De opbouw was hoog en de wagen was topzwaar waardoor omslaan een niet denkbeeldig gevaar was.
De hoofdbewapening bestond uit een kanon met een kaliber van 76,2mm. Het was een krachtig wapen met een beperkte terugslag en was heel compact. Het kanon was geplaatst aan de achterzijde van het voertuig en kon maximaal 270 graden draaien. Het kanon kon alleen niet naar voren vuren. Verder waren er twee of drie 7,62mm-machinegeweren. Twee hiervan zaten in een kazematachtige behuizing direct links en rechts achter de bestuurderscabine.
De pantserplaten waren minstens 6,5 mm dik en beschermden de inzittenden tegen geweerkogels en granaatscherven. De platen waren met klinknagels aan elkaar bevestigd. De indeling was als volgt. Aan de voorzijde zat de chauffeur en naast hem de commandant. Direct daarachter waren de machinegeweren opgesteld in draaibare kazematten. Deze hadden een draaibereik van 110 graden en schoten naar voren en naar een zijkant. Aan de achterzijde, boven de achterwielen, was het kanon en een machinegeweer geïnstalleerd. De hele toren met bewapening was draaibaar.
De marine versie maakte gebruik van een verbeterde versie van de vrachtwagen. Het was uitgerust met een 35 pk motor en het laadvermogen was hoger waardoor de pantserplaten dikker konden worden uitgevoerd.

## Inzet
Het voertuig werd geproduceerd in de laatste fase van de Eerste Wereldoorlog. Na de val van het keizerrijk gebruikten de Bolsjewieken deze pantserwagens in de Russische Burgeroorlog. Met het zware kanon kon het ook anti-tankwapen worden ingezet. Zelfs in de Tweede Wereldoorlog is het nog korte tijd ingezet tot ze in 1940 uit dienst zijn gesteld.
Naast Rusland werd het voertuig ook gebruikt door Duitse troepen. De Duitsers veroverden verschillende voertuigen en gebruikten ze tegen het einde van de Eerste Wereldoorlog en na de wapenstilstand in het Freikorps.
Het voertuig is gebruikt in:
- Keizerrijk Rusland
- Duitse Keizerrijk– veroverd op het Russische leger.
- Tweede Poolse Republiek- veroverd op het Rode Leger tijdens de Pools-Russische Oorlog.
- Sovjet-Rusland – overgenomen van het Russische leger na de Oktoberrevolutie.
- Letland – veroverd op of verlaten door het Rode Leger tijdens de Letse Onafhankelijkheidsoorlog